# ابداسا تالوکا
ابداسا تالوکا (به لاتین: Abdasa Taluka) یک شهرک در هند با جمعیت ۹۷٬۵۰۸ نفر است که در گجرات واقع شده‌است.